# Björnlunda distrikt
Björnlunda distrikt er et svensk folkeregisterdistrikt i Gnesta kommun og Södermanlands län.
Distriktet ligger vest for köpingen Gnesta, og det blev opretter den 1. januar 2016.
59°04′24″N 17°08′48″Ø / 59.0732°N 17.14659°Ø